# 조간 (연호)
조간(일본어: 貞観)은 일본의 연호 중 하나이다.
- 전후 : 덴난(天安) 이후 - 간교(元慶) 이전.
- 시기 : 859년 ~ 876년
- 천황 : 세이와 천황, 요제이 천황

## 개원
- 덴난 3년 4월 15일(율리우스력 859년 5월 20일)에 개원하여
- 조간 19년 4월 16일(율리우스력 877년 6월 1일) 간교로 개원되었다.

## 출전
《주역》의 "天地之道, 貞観者也".

## 조간 시기에 일어난 일
- 6년
  - 후지 산이 분화하다. (조간 분화)
- 8년
  - 윤3월 10일 : 헤이안쿄 궁전 조도인(朝堂院, 헤이안궁의 정청)의 정문인 오텐몬이 방화로 인해 불타는 사건이 벌어졌다. 후지와라노 요시후사는 이 사건을 이용한 음모를 꾸며 오토모 씨와 미나모토 씨를 실각시키는데 성공한다. (오텐몬 사건)
  - 8월 19일 : 어린 천황의 신임을 두텁게 받던 후지와라노 요시후사가 일본 천황의 외조부임을 이용해 다시 한번 섭정에 올라 섭관정치를 시작한다.
- 11년
  - 율령의 보완을 위한 갸쿠시키(格式) 12권이 완성되다.
  - 조간산리쿠 지진(貞観三陸地震)과 그에 동반한 조간쓰나미(貞観津波)가 발생했다.
- 12년
  - 조간에이호를 주조해 발행했다.
- 13년
  - 갸쿠시키 20권이 완성되었다. (조간 갸쿠시키의 완성)

## 서력과의 대조표
| 조간        | 원년       | 2년        | 3년        | 4년        | 5년        | 6년        | 7년        | 8년        | 9년        | 10년       |
| ----------- | ---------- | ---------- | ---------- | ---------- | ---------- | ---------- | ---------- | ---------- | ---------- | ---------- |
| 서기 (西紀) | 859년      | 860년      | 861년      | 862년      | 863년      | 864년      | 865년      | 866년      | 867년      | 868년      |
| 간지 (干支) | 기묘(己卯) | 경진(庚辰) | 신사(辛巳) | 임오(壬午) | 계미(癸未) | 갑신(甲申) | 을유(乙酉) | 병술(丙戌) | 정해(丁亥) | 무자(戊子) |
| 조간        | 11년       | 12년       | 13년       | 14년       | 15년       | 16년       | 17년       | 18년       | 19년       |            |
| 서기 (西紀) | 869년      | 870년      | 871년      | 872년      | 873년      | 874년      | 875년      | 876년      | 877년      |            |
| 간지 (干支) | 기축(己丑) | 경인(庚寅) | 신묘(辛卯) | 임진(壬辰) | 계사(癸巳) | 갑오(甲午) | 을미(乙未) | 병신(丙申) | 정유(丁酉) |            |

## 같이 보기
- 일본의 연호 일람

| 이전 덴난 | 일본의 연호 859년 ~ 876년 | 다음 간교 |